# Liste du patrimoine immobilier classé de Rumes
Cette page regroupe l'ensemble du patrimoine immobilier classé de la ville belge de Rumes.
| Objet                           | Année de construction / Architecte | Adresse | Section communale | Coordonnées                      | Numéro d’inventaire | Illustration                    |
| ------------------------------- | ---------------------------------- | ------- | ----------------- | -------------------------------- | ------------------- | ------------------------------- |
| Calvaire de Rumes et ses abords |                                    |         |                   | 50° 33′ 27″ nord, 3° 18′ 12″ est | 57072-CLT-0001-01   | Calvaire de Rumes et ses abords |